# Gerald Fink
Gerald Ralph Fink (né le 1er juillet 1940) est un biologiste américain, qui est directeur de l'Institut Whitehead pour la recherche biomédicale au MIT de 1990 à 2001.

## Biographie
Il est diplômé de l'Amherst College en 1962 et obtient un doctorat de l'université Yale en 1965, ayant élucidé la voie de l'histidine dans la levure bourgeonnante, Saccharomyces cerevisiae. Après des études postdoctorales aux National Institutes of Health avec Bruce Ames sur la régulation de l'opéron histidine de Salmonella, il rejoint en 1967 l'Université Cornell où il devient professeur de génétique et poursuit l'étude de la région HIS4 de la levure. En 1982, il devient membre fondateur de l'Institut Whitehead, et professeur de génétique au MIT. Le Dr Fink est élu à l'Académie nationale des sciences des États-Unis en 1981, à l'Institute of Medicine en 1996 et à la Société américaine de philosophie en 2003.
En 1977, Fink et ses étudiants Albert Hinnen et Jim Hicks découvrent une méthode pour transformer les cellules de levure, une procédure qui permet aux scientifiques d'introduire du matériel génétique (ADN) d'un autre organisme dans des cellules de levure vivantes afin que l'expression et l'hérédité de l'ADN introduit peut être étudiée,. Cette procédure de transformation est non seulement essentielle pour la recherche fondamentale, mais est utilisée pour produire des vaccins et d'autres produits médicalement importants dans la levure.
En 1992, Fink et ses étudiants découvrent que la levure de boulanger peut passer d'une forme cellulaire à une forme filamenteuse,,. Ce commutateur est important pour de nombreux champignons pathogènes des plantes et des animaux.
En 2003, Fink préside un comité du Conseil national de la recherche qui aboutit à un rapport très influent, Biotechnology Research in an Age of Terrorism: Confronting the Dual Use Dilemma. Ce rapport recommande des pratiques susceptibles d'améliorer la capacité d'empêcher l'application destructrice de la recherche biotechnologique tout en permettant de mener des recherches légitimes.
Fink remporte le National Academy of Sciences Award in Molecular Biology (1981), la Genetics Society of America Medal (1982), le Emil Christian Hansen Award for Microbiology (1986), le George W. Beadle Award (2001) et le Prix Gruber de génétique (2010). En 2020, il reçoit la médaille Thomas Hunt Morgan de la Genetics Society of America.
Fink est le mari de Rosalie Fink, éducatrice et auteur de livres sur les troubles d'apprentissage. Ils ont deux filles.